# Gräsvik

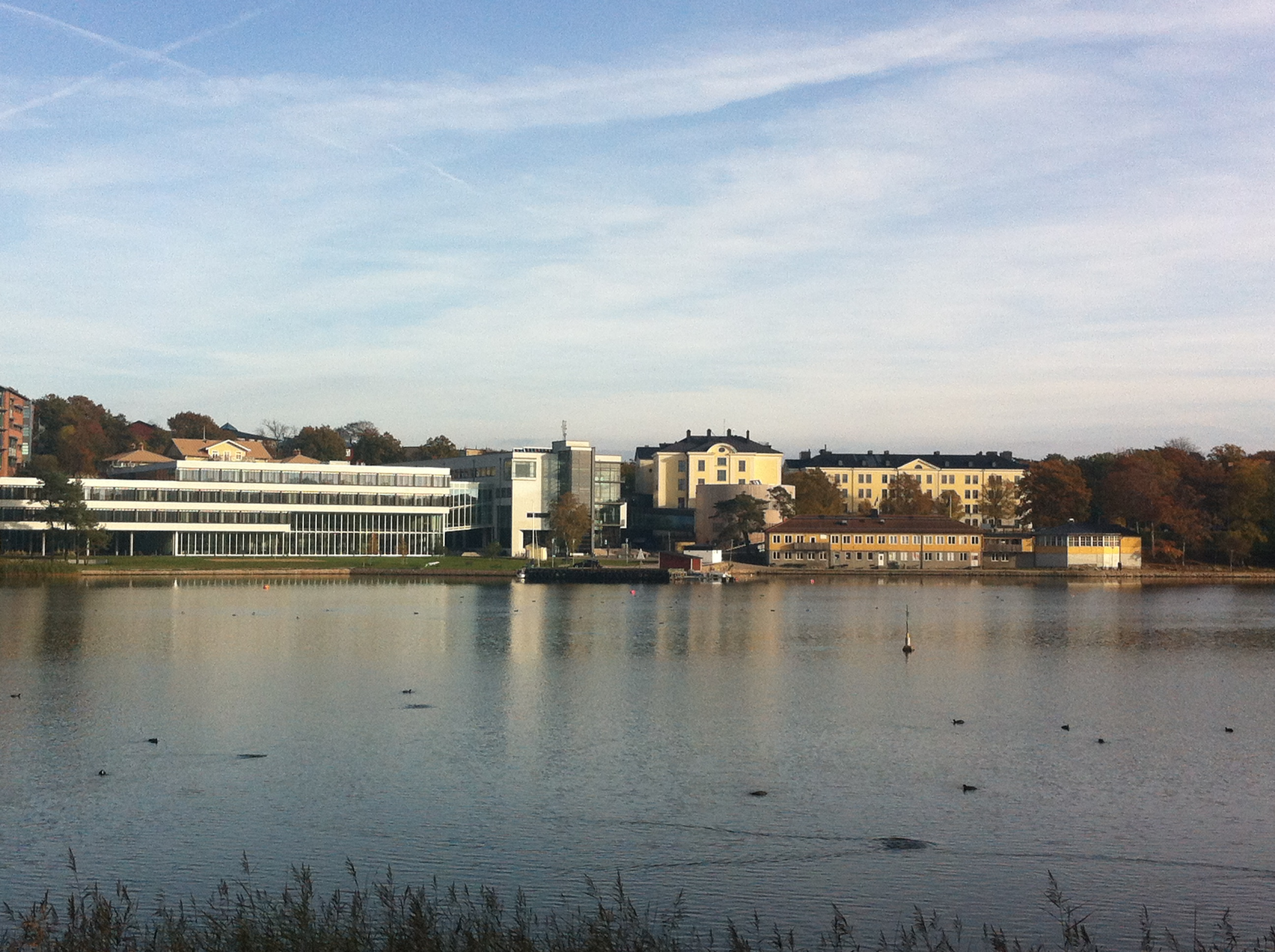
Gräsvik.

Gräsvik är en stadsdel i norra delen av tätorten Karlskrona.
I Gräsvik finns nedlagda Karlskrona grenadjärregementes (I 7),  senare Karlskrona kustartilleriregementes (KA 2) kasernbyggnader. Här finns numera Blekinge tekniska högskola och Campus Gräsvik med bland annat Telecom City och Telenor Sveriges huvudkontor för mobilverksamheten.
I Gräsvik fanns förr också Karlskrona stads spårvägars vagnhall.